# Julius Lébl
Julius Lébl, křtěný Julius Jan (10. května 1897 Peruc u Loun – 22. prosince 1960, Praha
) byl český herec, scenárista, dramaturg, divadelní a filmový režisér.

## Život

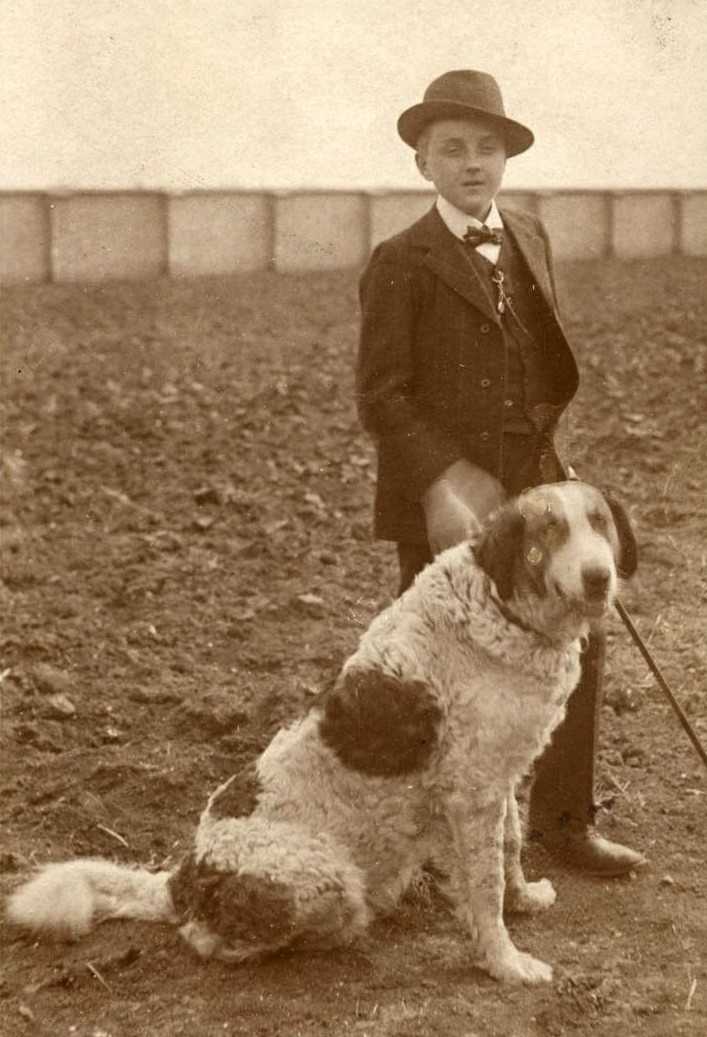
Julius Lébl se psem Barykem v Peruci v listopadu roku 1926

### Divadlo
Již v mládí působil v ochotnickém spolku a režíroval. Později absolvoval seminář v herecké škole režiséra Maxe Reinhardta v Berlíně  a začal režírovat v pražském divadle Uranie.
V letech 1924–1928 působil jako režisér a dramaturg ve Švandově divadle na Smíchově . Po odchodu ze Švandova divadla působil v letech 1929–1932 v pražském Intimním divadle v Umělecké besedě na Malé Straně jako ředitel a režisér .
Po roce 1931 byl dramaturgem a režisérem v Divadle Vlasty Buriana .
Od roku 1937 a za války byl současně předsedou návštěvnické organizace Lidové divadlo , kterou také spoluzakládal .
Od roku 1942 řídil divadlo v Olomouci (a to až do roku 1954) .
Od roku 1954 byl až do své smrti ředitelem Státního divadla v Karlíně.

### Rodina
Bratrem Julia Lébla byl herec Oldřich Lébl.
V roce 1924 se Julius Lébl oženil s divadelní a filmovou herečkou Marií Buddeusovou (1897–1978). Celá rodina žila v pražském Karlíně až do své smrti.

### Pedagogická činnost
Za války vyučoval na dramatickém oddělení Státní konzervatoře v Praze.

## Ocenění
- 1957 titul zasloužilý umělec

## Dílo

### Divadelní režie, výběr
- 1917 Gabriela Preissová: Její pastorkyně, Ochotnický soubor ve Slavětíně
- 1918 K. Leger: V zakletém zámku, Dramatický odbor Sokola ve Slavětíně
- 1918 J. Beran, R. Robl: Srdce
- 1919 J. Beran, R. Robl: Hastrman, představení obecné školy Peruc
- 1925 František Spitzer: Rekovný čin, Švandovo divadlo
- 1926 Pedro Calderon de la Barca: Veřejné tajemství, Švandovo divadlo
- 1927 Ludvig Holberg: Proměněný sedlák, Švandovo divadlo
- 1928 James Barrie: Malá Maggie, Švandovo divadlo
- 1928 Václav Fryček: Gigi, Švandovo divadlo
- 1928 Hans Rehfisch: Nickel a 36 spravedlivých, Švandovo divadlo
- 1929 Louis Verneuil: A přece si mne vezmeš, Intimní divadlo
- 1929 Marie Slavíková: Slečna Mňau, Intimní divadlo
- 1941 F. F. Šamberk: Jedenácté přikázání, Divadlo Vlasty Buriana
- 1949 William Shakespeare: Večer tříkrálový, Krajské oblastní divadlo v Olomouci

### Filmografie
- 1920 Za čest vítězů, režie A. L. Havel a Julius Lébl
- 1921 Cesty k výšinám, role: ?, režie Stanislav Šotek
- 1930 Tajemství lékařovo, režie a spolupráce na scénáři Julius Lébl
- 1931 Svět bez hranic, režie Julius Lébl
- 1937 Tři vejce do skla, role: detektiv, režie Martin Frič
- 1941 Provdám svou ženu, režie Miroslav Cikán (J. Lébl byl autorem námětu stejnojmenné divadelní hry a napsal k filmu scénář spolu s Jaroslavem Mottlem [11])